# نادي تاينان سيتي
نادي تاينان سيتي هو نادي كرة قدم تايواني يلعب في الدوري التايواني الممتاز منذ 2017.